# Europamästerskapen i rodd 2022
Europamästerskapen i rodd 2022 hölls mellan den 11 och 14 augusti 2022 i München i Tyskland. Det var den 79:e upplagan av europamästerskapen i rodd och den arrangerades som en del av europeiska idrottsmästerskapen 2022.

## Medaljörer
Medaljörerna från A-finalerna listas här. Sex båtar tävlade i finalerna efter att ha kvalificerat sig genom försöksheat, återkval och semifinaler. Banans längd var 2 000 meter i alla lopp.

### Herrar
| Gren                     | Guld | Guld    | Silver | Silver                                    | Brons | Brons                                     |
| Singelsculler (M1x)      | Melvin Twellaar Nederländerna | 7.14,72 | Stefanos Ntouskos Grekland | 7.15,01                                   | Kristian Vasilev Bulgarien | 7.16,37                                   |
| Dubbelsculler (M2x)      | Kroatien Martin Sinković Valent Sinković | 6.35,93 | Spanien Rodrigo Conde Aleix García | 6.38,46                                   | Litauen Armandas Kelmelis Dovydas Nemeravičius | 6.42,11                                   |
| Scullerfyra (M4x)        | Italien Nicolò Carucci Andrea Panizza Luca Chiumento Giacomo Gentili                                                                                         | 6.06,77 | Polen Dominik Czaja Mateusz Biskup Mirosław Ziętarski Fabian Barański                                                                                                   | 6.07,85                                   | Rumänien Mihai Chiruță Ciprian Tudosă Ioan Prundeanu Marian Enache | 6.08,27                                   |
| Tvåa utan styrman (M2–)  | Rumänien Marius Cozmiuc Sergiu Bejan | 6.44,28 | Storbritannien Oliver Wynne-Griffith Thomas George | 6.46,52                                   | Spanien Jaime Canalejo Javier García Ordóñez | 6.49,13                                   |
| Fyra utan styrman (M4–)  | Storbritannien William Stewart Sam Nunn Matthew Aldridge Freddie Davidson                                                                                    | 6.15,43 | Nederländerna Ralf Rienks Ruben Knab Sander de Graaf Rik Rienks | 6.17,69                                   | Rumänien Mihăiță Țigănescu Mugurel Semciuc Ștefan Berariu Florin Lehaci | 6.19,49                                   |
| Åtta med styrman (M8+)   | Storbritannien Rory Gibbs Morgan Bolding David Bewicke-Copley Sholto Carnegie Charles Elwes Thomas Digby James Rudkin Thomas Ford Harry Brightmore (styrman) | 5.49,67 | Nederländerna Niki van Sprang Lennart van Lierop Abe Wiersma Jacob van de Kerkhof Michiel Mantel Mick Makker Guus Mollee Guillaume Krommenhoek Dieuwke Fetter (styrman) | 5.54,21                                   | Italien Vincenzo Abbagnale Cesare Gabbia Emanuele Gaetani Liseo Matteo Lodo Marco Di Costanzo Matteo Castaldo Giuseppe Vicino Leonardo Pietra Caprina Enrico D'Aniello (styrman) | 5.55,08                                   |
| Lättvikt                 | |         | |                                           | |                                           |
| Singelsculler (LM1x)     | Antonios Papakonstantinou Grekland | 7.21,84 | Gabriel Soares Italien | 7.24,21                                   | Andri Struzina Schweiz | 7.31,23                                   |
| Dubbelsculler (LM2x)     | Irland Fintan McCarthy Paul O'Donovan | 6.34,72 | Italien Pietro Ruta Stefano Oppo | 6.38,40                                   | Schweiz Jan Schäuble Raphaël Ahumada Ireland | 6.39,67                                   |
| Scullerfyra (LM4x)       | Italien Antonio Vicino Martino Goretti Niels Torre Patrick Rocek                                                                                             | 6.17,83 | Ingen medaljör endast två startande båtar | Ingen medaljör endast två startande båtar | Ingen medaljör endast två startande båtar | Ingen medaljör endast två startande båtar |
| Tvåa utan styrman (LM2–) | Ungern Bence Szabó Kálmán Furkó | 7.17,04 | Turkiet Enes Yenipazarlı Bayram Sönmez | 7.25,55                                   | Ingen medaljör endast tre startande båtar | Ingen medaljör endast tre startande båtar |
| Pararodd                 | |         | |                                           | |                                           |
| Singelsculler (PR1 M1x)  | Giacomo Perini Italien | 9.38,48 | Roman Poljanskyj Ukraina | 9.46,44                                   | Benjamin Pritchard Storbritannien | 9.53,75                                   |

### Damer
| Gren                    | Guld | Guld     | Silver | Silver                                    | Brons | Brons                                     |
| Singelsculler (W1x)     | Karolien Florijn Nederländerna | 8.01,43  | Evangelia Anastasiadou Grekland | 8.08,20                                   | Alexandra Föster Tyskland | 8.09,86                                   |
| Dubbelsculler (W2x)     | Rumänien Nicoleta-Ancuța Bodnar Simona Radiș | 7.14,85  | Nederländerna Roos de Jong Laila Youssifou | 7.21,84                                   | Italien Kiri Tontodonati Stefania Gobbi | 7.23,04                                   |
| Scullerfyra (W4x)       | Storbritannien Jessica Leyden Lola Anderson Georgina Brayshaw Lucy Glover                                                                                             | 6.49,21  | Nederländerna Nika Johanna Vos Tessa Dullemans Ilse Kolkman Bente Paulis                                                                                        | 6.52,52                                   | Ukraina Daryna Verchohljad Natalija Dovhodko Kateryna Dudtjenko Jevhenija Dovhodko                                                                                       | 6.53,76                                   |
| Tvåa utan styrman (W2–) | Rumänien Ioana Vrînceanu Denisa Tîlvescu | 7.34,41  | Storbritannien Emily Ford Esme Booth | 7.36,20                                   | Nederländerna Ymkje Clevering Veronique Meester | 7.39,49                                   |
| Fyra utan styrman (W4–) | Storbritannien Heidi Long Rowan McKellar Samantha Redgrave Rebecca Shorten                                                                                            | 6.50,92  | Irland Natalie Long Aifric Keogh Tara Hanlon Eimear Lambe | 6.52,99                                   | Rumänien Mădălina Bereș Iuliana Buhuș Magdalena Rusu Amalia Bereș | 6.53,83                                   |
| Åtta med styrman (W8+)  | Rumänien Maria-Magdalena Rusu Iuliana Buhuș Nicoleta-Ancuța Bodnar Denisa Tîlvescu Mădălina Bereș Amalia Bereș Ioana Vrînceanu Simona Radiș Adrian Munteanu (styrman) | 6.26,38  | Storbritannien Rebecca Edwards Lauren Irwin Emily Ford Esme Booth Samantha Redgrave Rebecca Shorten Rowan McKellar Heidi Long Morgan Baynham-Williams (styrman) | 6.28,02                                   | Nederländerna Benthe Boonstra Laila Youssifou Hermine Drenth Marloes Oldenburg Roos de Jong Tinka Offereins Ymkje Clevering Veronique Meester Aniek van Veenen (styrman) | 6.35,68                                   |
| Lättvikt                | |          | |                                           | |                                           |
| Singelsculler (LW1x)    | Ionela-Livia Cozmiuc Rumänien | 8.04,41  | Zoi Fitsiou Grekland | 8.09,21                                   | Martine Veldhuis Nederländerna | 8.10,20                                   |
| Dubbelsculler (LW2x)    | Storbritannien Emily Craig Imogen Grant | 7.27,82  | Frankrike Laura Tarantola Claire Bove | 7.33,33                                   | Italien Valentina Rodini Federica Cesarini | 7.36,87                                   |
| Scullerfyra (LW4x)      | Italien Giulia Mignemi Paola Piazzolla Silvia Crosio Arianna Noseda                                                                                                   | 6.58,48  | Ingen medaljör endast två startande båtar | Ingen medaljör endast två startande båtar | Ingen medaljör endast två startande båtar | Ingen medaljör endast två startande båtar |
| Pararodd                | |          | |                                           | |                                           |
| Singelsculler (PR1 W1x) | Birgit Skarstein Norge | 10.59,89 | Manuela Diening Tyskland | 11.07,89                                  | Anna Sheremet Ukraina | 11.18,55                                  |

### Mixade grenar i pararodd
| Gren                         | Guld                                                                                                   | Guld    | Silver                                                                                           | Silver  | Brons                                                                                   | Brons   |
| Dubbelsculler (PR2 Mix2x)    | Ukraina Svitlana Bohuslavska Iaroslav Koiuda                                                           | 8.53,72 | Frankrike Perle Bouge Stéphane Tardieu                                                           | 8.57,95 | Polen Jolanta Majka Michał Gadowski                                                     | 9.02,88 |
| Fyra med styrman (PR3 Mix4+) | Storbritannien Francesca Allen Giedrė Rakauskaitė Edward Fuller Oliver Stanhope Erin Kennedy (styrman) | 7.06,73 | Frankrike Erika Sauzeau Margot Boulet Jérôme Hamelin Laurent Cadot Émilie Acquistapace (styrman) | 7.26,06 | Tyskland Jan Helmich Susanne Lackner Kathrin Marchand Marc Lembeck Inga Thöne (styrman) | 7.33,17 |

## Medaljtabell
*   Värdland ( Tyskland)
| Nr                   | Nation               | Guld | Silver | Brons | Totalt |
| -------------------- | -------------------- | ---- | ------ | ----- | ------ |
| 1                    | Storbritannien       | 6    | 3      | 1     | 10     |
| 2                    | Rumänien             | 5    | 0      | 3     | 8      |
| 3                    | Italien              | 4    | 2      | 3     | 9      |
| 4                    | Nederländerna        | 2    | 4      | 3     | 9      |
| 5                    | Grekland             | 1    | 3      | 0     | 4      |
| 6                    | Ukraina              | 1    | 1      | 2     | 4      |
| 7                    | Irland               | 1    | 1      | 0     | 2      |
| 8                    | Kroatien             | 1    | 0      | 0     | 1      |
| 8                    | Norge                | 1    | 0      | 0     | 1      |
| 8                    | Ungern               | 1    | 0      | 0     | 1      |
| 11                   | Frankrike            | 0    | 3      | 0     | 3      |
| 12                   | Tyskland*            | 0    | 1      | 2     | 3      |
| 13                   | Polen                | 0    | 1      | 1     | 2      |
| 13                   | Spanien              | 0    | 1      | 1     | 2      |
| 15                   | Turkiet              | 0    | 1      | 0     | 1      |
| 16                   | Schweiz              | 0    | 0      | 2     | 2      |
| 17                   | Bulgarien            | 0    | 0      | 1     | 1      |
| 17                   | Litauen              | 0    | 0      | 1     | 1      |
| Totalt (18 nationer) | Totalt (18 nationer) | 23   | 21     | 20    | 64     |